# Santiago Ladino
Santiago Andrés Ladino (Buenos Aires, 21 oktober 1980) is een Argentijns voetballer. Hij staat anno september 2009 onder contract bij Gimnasia de Jujuy welke hem uitleent aan Banfield.

## Erelijst
- Primera División (Clausura): 2005 (Vélez Sársfield)